# Каспар Вопеллий
Ка́спар Вопе́ллий (иногда Вопеллиус, Фоппелий, лат. Caspar Vopelius; 1511—1561) — немецкий астроном, математик, изобретатель инструментов, космограф и мастер-картограф из Кёльна. Родился в городе Медебахе в Вестфалии и всю свою жизнь проработал учителем в Кёльне.

## Инструменты
В начале 1530-х годов К. Вопеллиус организовал мастерскую по производству небесных и земных глобусов, армиллярных сфер, солнечных часов, квадрантов и астролябий.

## Глобусы

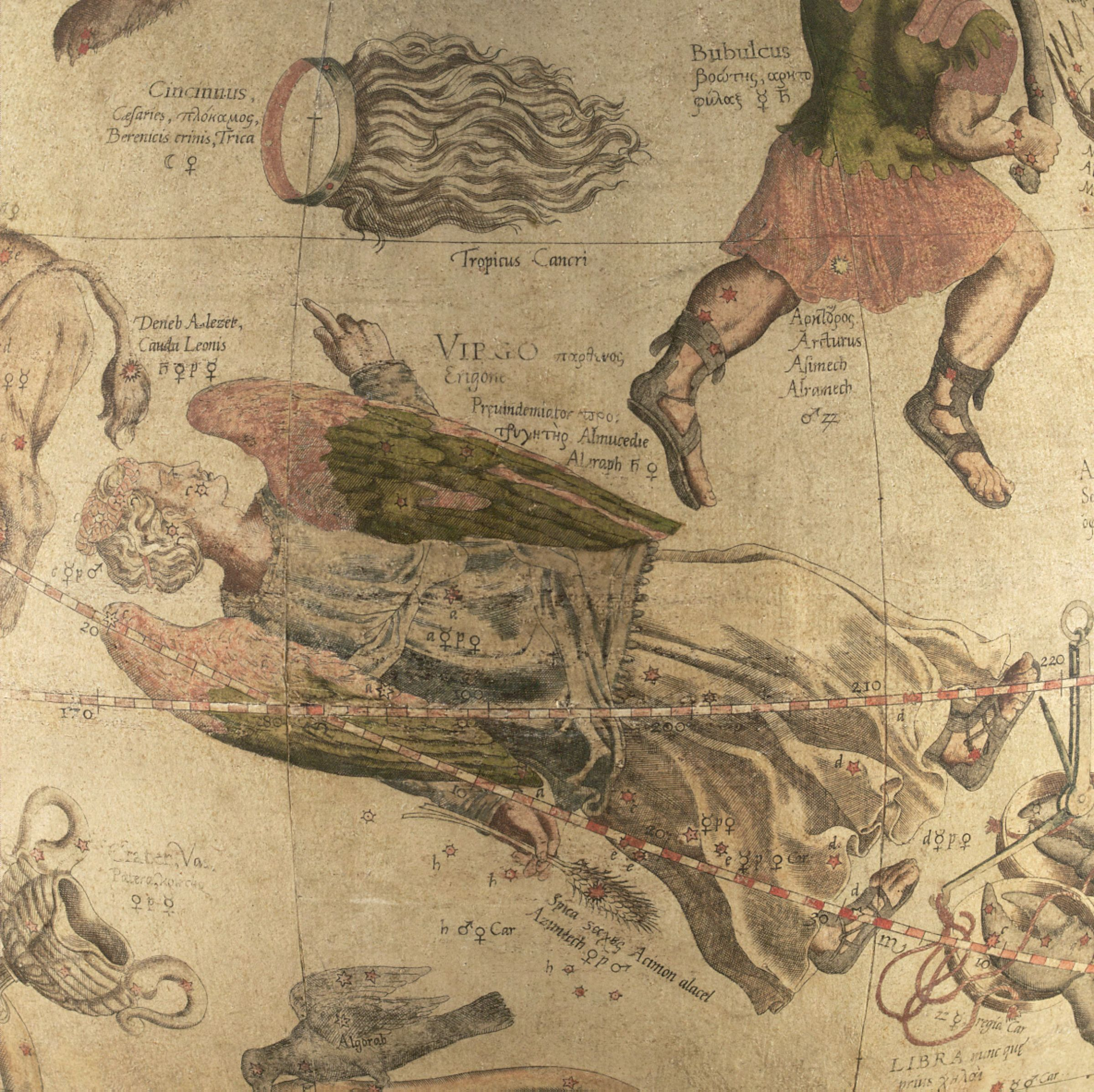
Созвездия на небесном глобусе 1551 года картографа Меркатора. Каспар впервые показал в 1536 году группу звёзд древнего астеризма созвездия Льва как новое созвездие Волосы Вероники (в верхнем левом углу).

В 1532 году Вопеллий создал свою первую астрономическую работу с нарисованным от руки небесным шаром, где он представил в качестве новых созвездий, известных с древних времён, Волосы Вероники и Антиной. Второй подобный глобус был создан в 1536 году. Оба глобуса сейчас хранятся в Кёльнском городском музее.

## Карты

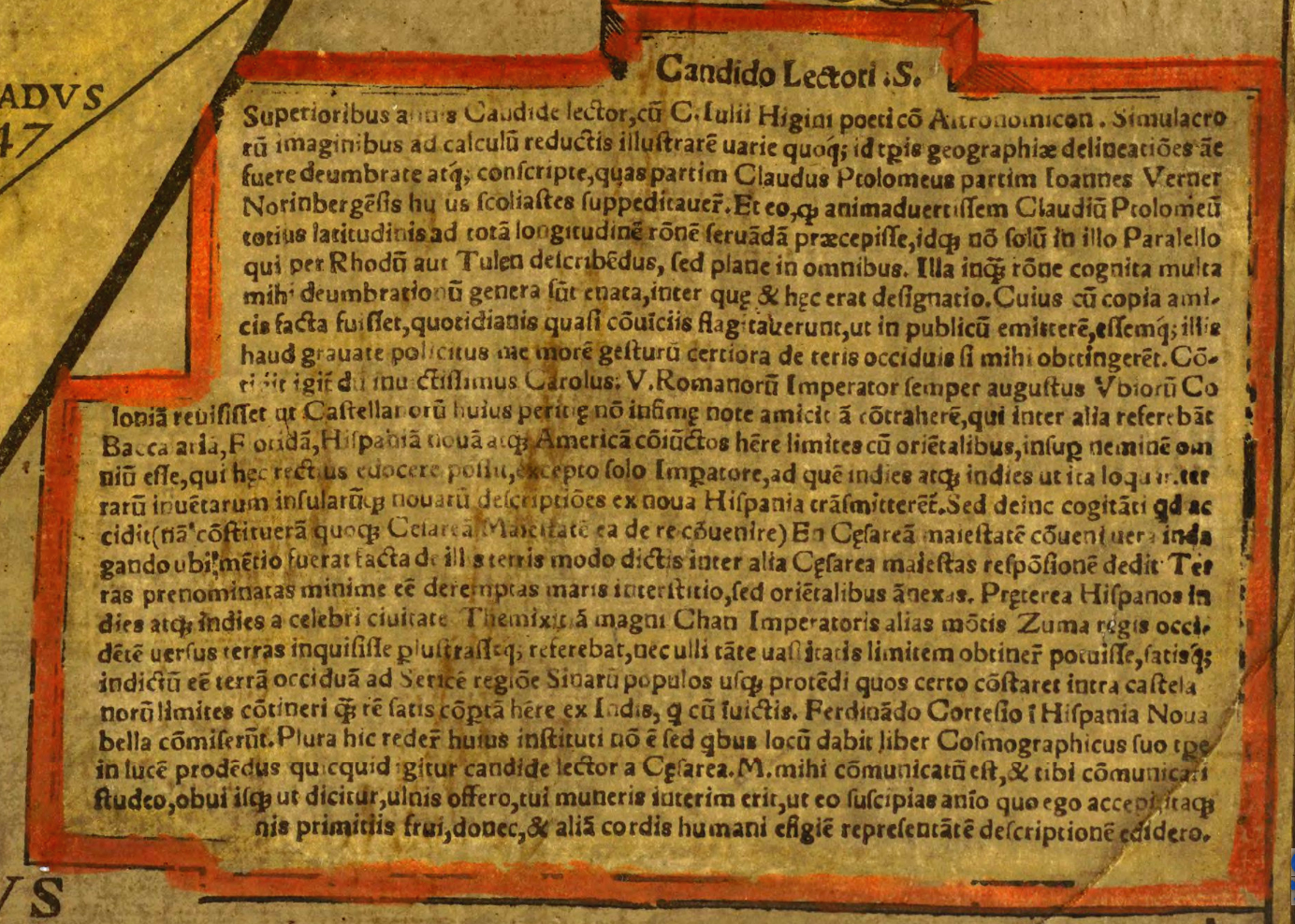
Фрагмент карты мира Каспара Вопеллиуса 1545 года в копии 1558 года

Карты мира работы картографа 1545, 1549 и 1552 годов не сохранились до наших дней, но в Хоутонской библиотеке Гарвардского университета хранится венецианская копия карты 1558 года Карта Европы 1555 г. также не сохранилась, но её вариант 1566 года, изготовленный уже после смерти мастера даёт представление о прототипе. Каспар Вопеллиус использовал на своей карте Европы (по варианту 1566 года) новейшие данные с очень редких и информативных табул первой половины XVI века: Олауса Магнуса, Антония Вида (англ. Antonius Wied, карта основана на русских источниках), Себастьяна Мюнстера, а также поместил материалы из Геродота, Страбона, Птолемея и пр. античных географов древности. Таким образом, получилась картина Европы, состоящая из смеси античности со знаниями о Земле на середину XVI столетия. Например, за рекой Волгой или Эдель на карте раскинулась страна — «Земля Амазония».
В 1558 году Каспар создал очередную карту Рейна (нем. Rheinkarte), которую посвятил Кёльнскому курфюршеству. Источники достоверного описания Боденского озера, Высокого Рейна и Верхнего Рейна — труды историков Эгидия Чуди и Иоганна Штумпфа. Для Среднего Рейна источники картографической информации неизвестны. Эта карта была переиздана третий раз в 1560 году (всего известно 12 переизданий). Варианты карты Рейна хранятся в Земельном библиотечном центре Рейнланд-Пфальца (?) и в Земельной библиотеке Мекленбурга-Передней Померании. Факсимильная копия карты Вопеллия была выпущена в 1903 году гамбургским географом Мичоу (нем. Michow).